# Estelares
Estelares es una banda argentina de rock formada en el año 1994 en la ciudad de La Plata, Buenos Aires por Manuel Moretti (voz, frontman), Víctor Bertamoni (guitarra principal) y Pali Silvera (bajo). Su discografía hasta la fecha data de la edición de nueve álbumes de estudio y otros dos grabados en vivo/directo. 

## Historia

### Inicios
En el año 1991 Manuel y Víctor se unen junto a los hermanos Mutinelli para formar el grupo Peregrinos, tocando no más de 20 veces juntos. En la ciudad de La Plata lograron hacerse de un razonable público rioplatense, teniendo en cuenta que en el año 1992 participaron en el concurso La Plata Rock obteniendo el 1.er premio (concurso en el que participaba además Peligrosos Gorriones). Después del concurso, meses más tarde, una serie de conflictos musicales dividieron al grupo.
Manuel y Victor siguieron tocando juntos bajo el mismo nombre (Peregrinos) pero luego, por problemas con los anteriores integrantes de la banda, no conformes con el uso de ese nombre, tuvieron que cambiarlo.
A mediados de 1994, ambos se unieron con Pali Silvera formando el grupo Estelares. Ese mismo año tocan alternativamente en la capital bonaerense y en la ciudad de Buenos Aires. El nombre fue consecuencia de una sugerencia de Federico Mutinelli quién luego fuera bajista de otra banda platense: Monstruo!. Comenzaron a hacer juegos de palabra partiendo de "Stella", el nombre de una amiga del grupo que organizaba recitales con Ricardo Cohen (Rocambole) y otros personajes de la cultura platense.
En 1995 Estelares se transforma en cuarteto con la incorporación del baterista Luciano Mutinelli. Al año siguiente el sello Del Cielito Records publica su debut discográfico: Extraño Lugar. Las canciones son precisas, la explotación de las características de cada instrumento es acorde a la propuesta musical y la expresiva voz de Manuel Moretti transmite pasionales sensaciones rioplatenses. Canciones pop estructuradas clásicamente, pero con interludios, cadencias, fraseos y ritmos propios de otras músicas populares (tango, valsecito criollo) y letras que narran sucesos universalmente singulares. Extraño Lugar también es editado en España, a través del sello Plan B. El librillo del disco fue diseñada por Rocambole (diseñador de la gráfica de Los Redondos) por lo que tiene muy buen estilo.
En 1998 Estelares reaparece en las bateas con Amantes Suicidas. El sonido es un tanto más crudo, con una notoria tensión entre el pop y el rock. El disco no tuvo mucha distribución, ni difusión popular, siendo uno de los problemas de ello, el cierre del estudio de grabación donde se había realizado el disco (Cierre Del Cielito Records).

### 2000 - actualidad

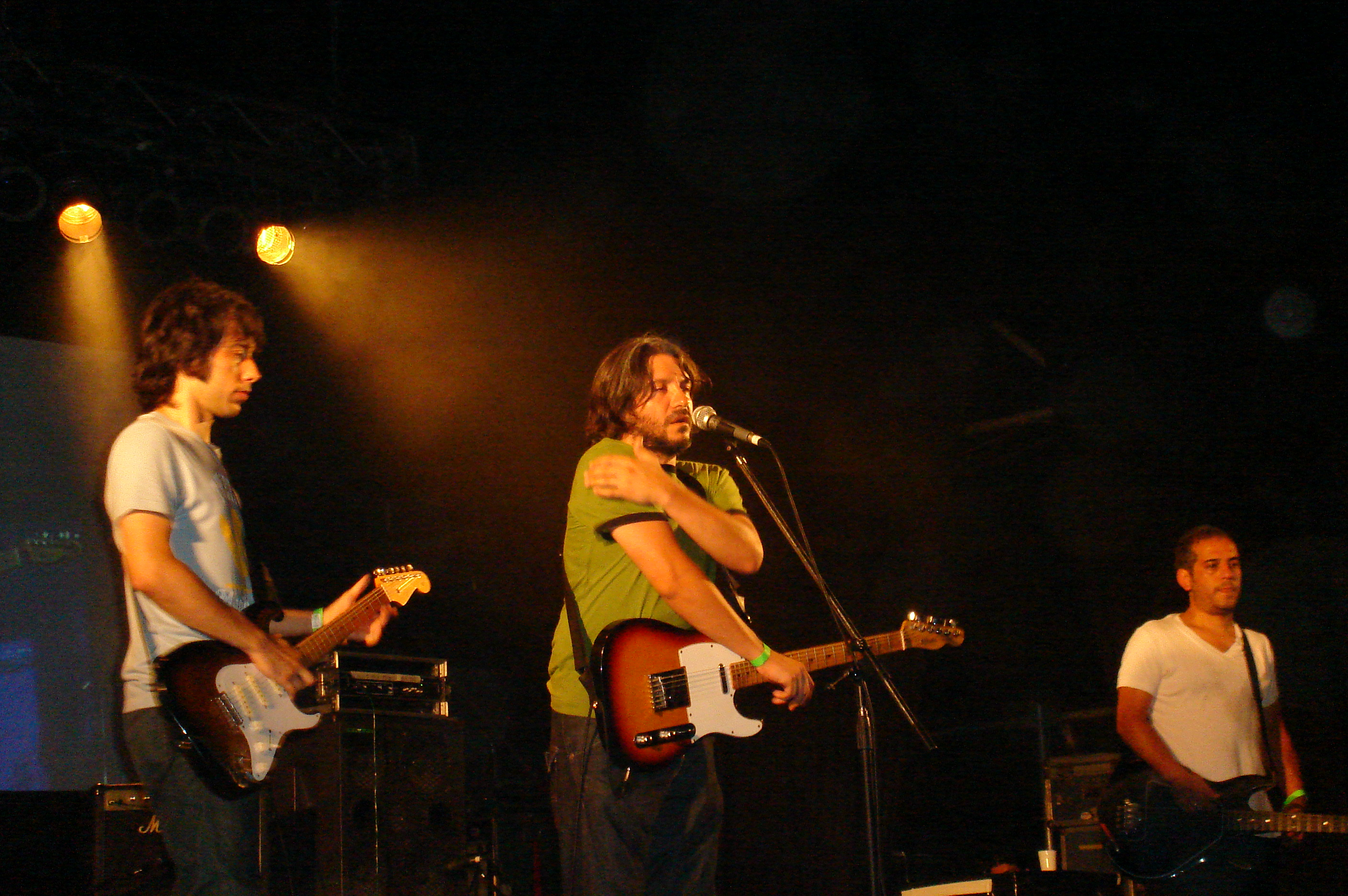
Estelares en vivo.

En el año 2000 Estelares graba un demo de 7 temas titulado íntimamente como Demo verde. Estas siete canciones son demos que la banda tenía pensado sacar a la venta en un disco a mediados del 2000, cosa que no pudo realizarse. Fue producido por Sebastian Escofet y Estelares en forma independiente y no se consigue en disquerías por no haber sido editado ni distribuido por ninguna compañía discográfica.
En noviembre de 2003, con Carlos Sánchez como nuevo baterista y luego de cinco años, Estelares edita su tercer álbum de estudio llamado "Ardimos" a través de la discográfica PopArt, el cual contiene 14 canciones propias e incluye una versión de "Birds" (Neil Young).
Entre los músicos invitados figuran Andrés Calamaro en "Moneda corriente", un tema con destino de hit, Hilda Lizarazu que puso su voz limpísima en "I'm lucky man" y Gabriel Carámbula que aportó su guitarra en "Bienvenida", "Estrella", "Patinar" y "Birds".
Si en Amantes Suicidas ya estaban presentes las ganas de rockear, en Ardimos el planteo se plasma satisfactoriamente y sin tensiones. Y en esto tiene que ver su productor Juanchi Baleiron (guitarrista y vocalista de Los Pericos).
Ardimos llevó al grupo a presentarse en el escenario principal del Quilmes Rock y en la última edición del festival de Cosquín Rock y fue presentado oficialmente el en el Teatro ND Ateneo de Capital Federal.

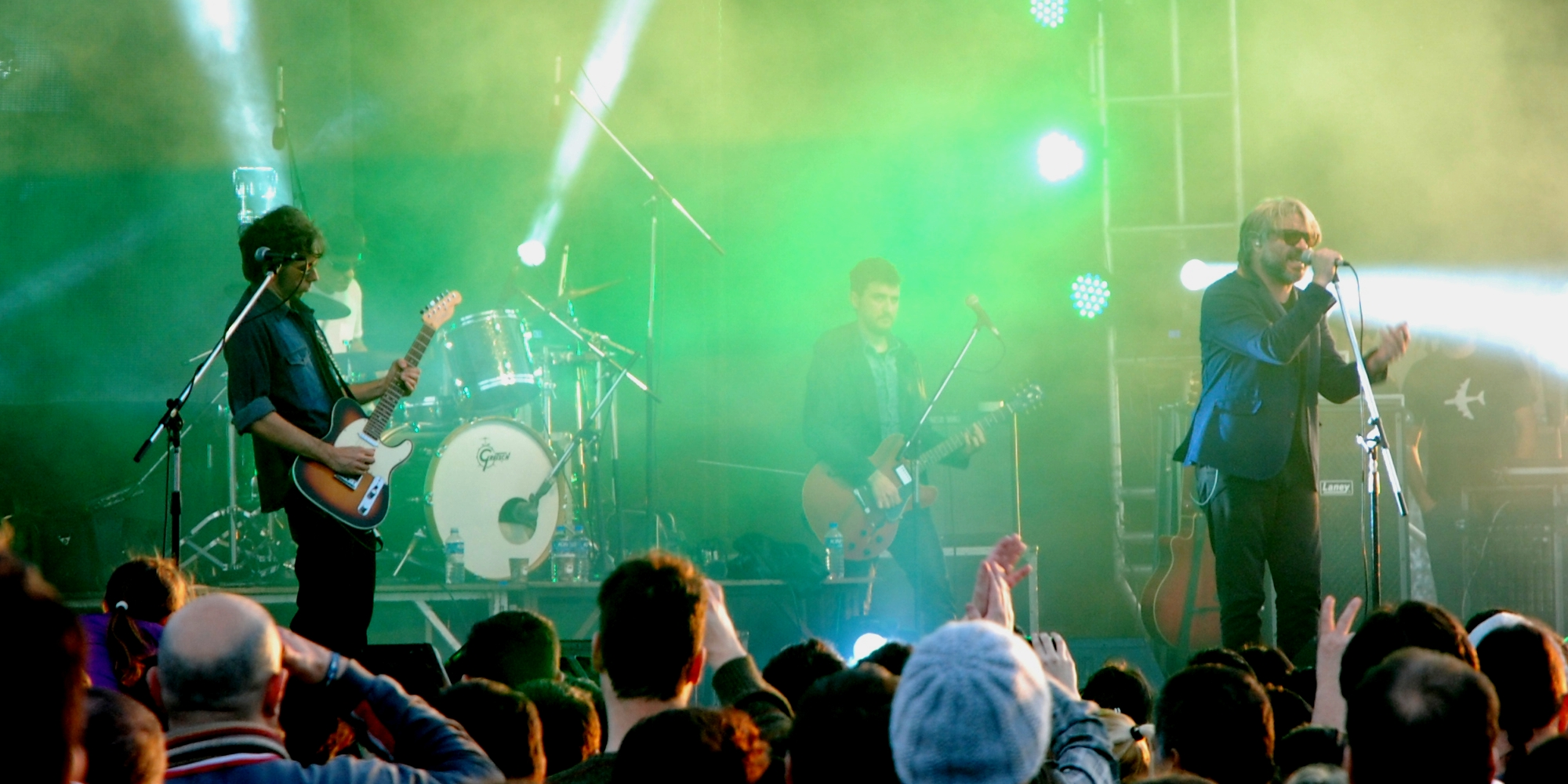
Los juninenses Víctor Bertamoni y Manuel Moretti.

Manuel contó que el perfil tanguero de sus gustos y de lo que late en Estelares "Se deba quizás a que tanto con Bertamoni como con Silvera tocamos bastante tiempo en un grupo de guitarras de tango".

### Lanzamiento del discoSistema Nervioso Centraly consagración del tema "Aire" a principios del año 2007
El disco Sistema Nervioso Central, tuvo un denso éxito, especialmente debido al primer corte de difusión "Aire", canción que se convirtió en el máximo hit de la banda, y también como el más representativo de su carrera llegando al número uno por 2 semanas consecutivas, sin duda un gran clásico de la temporada en el género pop latino. A finales de 2007, se conoce el segundo tema difusión, "Un día perfecto", con gran éxito también. Al año siguiente, se presenta "Ella dijo", tema que fue grabado con Jorge "Perro viejo" Serrano, y "Un Show", el último corte difusión del disco.
A mediados de 2009 se presentó el nuevo CD de Estelares titulado "Una temporada en el amor". Incluye 14 canciones, entre las cuales se encuentra "Cristal" (canción de la época de Peregrinos), "Melancolía", "Tanta gente" y "Las trémulas canciones" que son los sencillos de difusión de este disco.

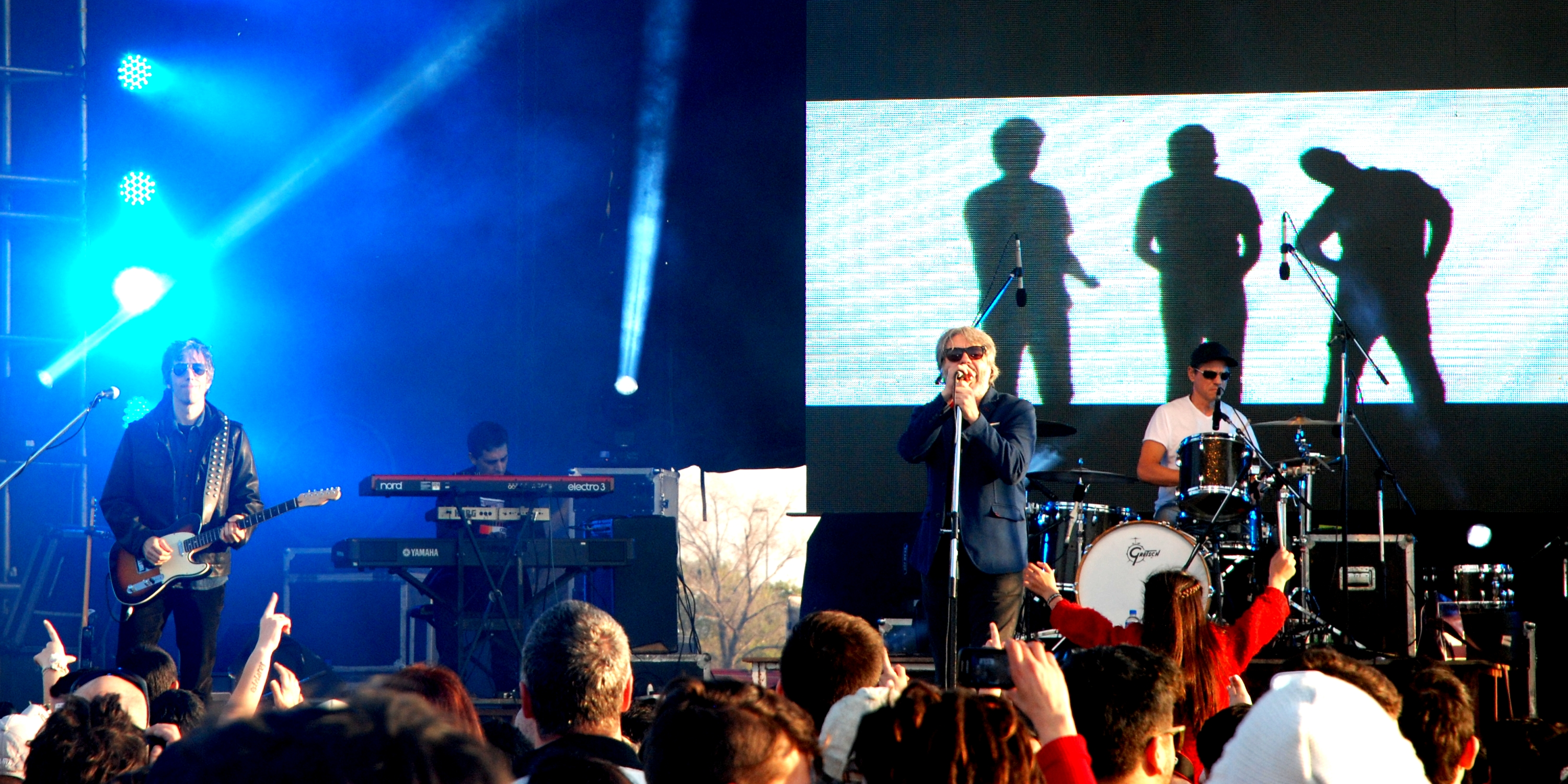
Estelares tocando en La Plata, en agosto de 2015.

El 25 de mayo de 2012 publicaron su sexto disco oficial denominado "El costado izquierdo" que incluye 13 temas, es el primer disco producido exclusivamente por el grupo y es una nueva apuesta en la que además proponen arreglos de cuerdas y vientos en varias canciones. Los temas de difusión son "Doce chicharras", "Rimbaud", "Aleluya" (a dúo con Enrique Bunbury) y "Solo por hoy (chica oriental)".
El 19 de abril de 2013 realizaron su primer recital en el Gran Rex, con motivo del festejo de sus 20 años de trayectoria. Participaron como invitados Juanchi Baleiron (Los Pericos), Palo Pandolfo y Ale Sergi (Miranda!). También participaron Los Súper Ratones y Alejandro Terán. En él repasaron canciones de sus 6 discos de estudio, entre las cuales se destacan "20 de Noviembre" y "América", que son todo un clásico para los seguidores de la primera época de la banda. El 28 de agosto de 2014 se pone a la venta "Vivo Gran Rex", el CD+DVD grabado durante el show que la banda realizó.  Los cortes de difusión son "El corazón sobre todo", "Melancolía" y "Moneda corriente".
El 29 de julio de 2016 se lanza su álbum Las antenas, según Manuel Moretti llamado así porque «hace referencia a no dejar de estar conectado, a no perder contacto». En esta obra se destacan "Aire" y "Es el amor", esta última una canción de impronta pop, pegadiza, en cuya letra se percibe la pluma de Manuel Moretti, principal compositor de la banda. Ambas canciones merecieron un video cada uno, subidos al canal de YouTube de PopArt Discos, el sello que edita sus álbumes, y sus acordes fueron muy difundidos por las emisoras argentinas. 
El 24 de marzo de 2019 lanzaron un videoclip a Youtube por medio del canal musical PopArt Discos llamado "Rios de Lava", que es uno de los últimos sencillos lanzados por la banda. Este sencillo pertenece al último álbum de estudio de la banda llamado "Las Lunas". Presentado el 9 de septiembre de 2019 en el Gran Rex, la banda actuó ante una sala repleta donde el show fue también recorrido por un historial de las canciones que establecen una especial conexión con la gente.

## Integrantes

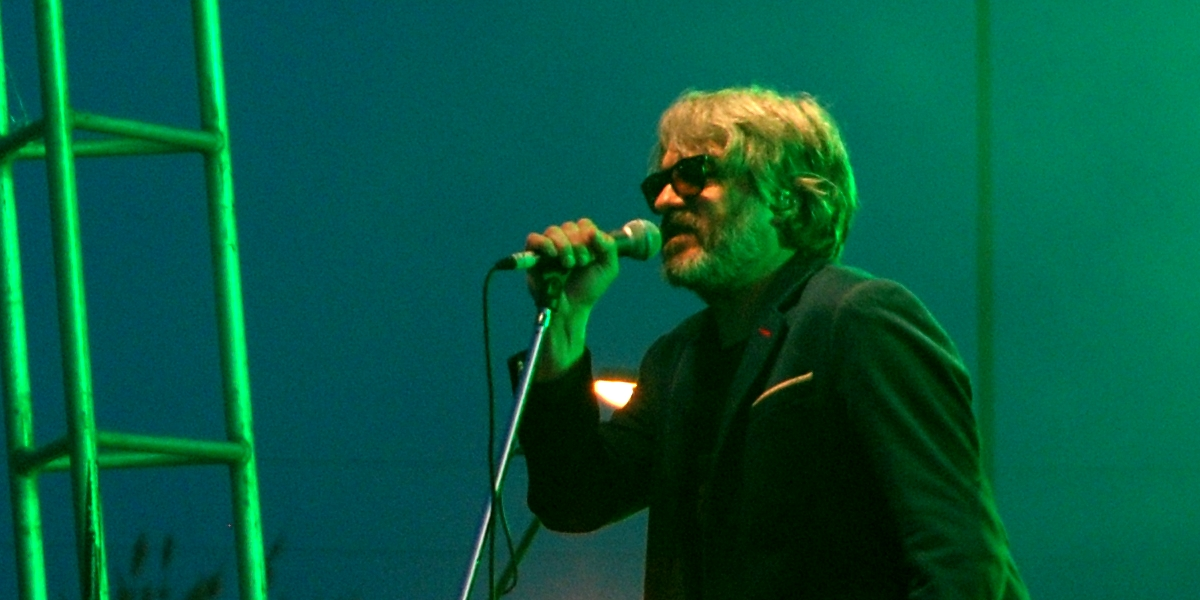
Manuel Moretti.

- Manuel Moretti, nació en Junín, el 28 de diciembre de 1965. A finales de la década de 1980 tocaba en un grupo llamado Licuados Corazones, dentro del cual cantaba, tocaba la guitarra e interpretaba canciones propias. Ya para ese entonces, Manuel tenía canciones que luego grabaría con Estelares como "En la habitación", "Camas separadas" y "América".
- Víctor Bertamoni, también nació en Junín, el 30 de junio de 1970 y tocaba en grupos de esa misma ciudad como Academia de la intuición, El cuerpo limitado y Café Tokio.
- Pali Silvera, nació en La Plata, el 10 de diciembre de 1970. Antes de formar parte de la banda, tocaba en Bar 39 junto a Guillermo Coda de Peligrosos Gorriones.

## Discografía

### Discografía oficial
| Año  | Disco                                     | Discográfica                 |
| ---- | ----------------------------------------- | ---------------------------- |
| 1996 | Extraño Lugar                             | Del Cielito Records/Sony BMG |
| 1998 | Amantes Suicidas                          | Del Cielito Records/Sony BMG |
| 2003 | Lados B                                   | CD-R, Independiente          |
| 2003 | Ardimos                                   | PopArt Discos                |
| 2006 | Sistema nervioso central                  | PopArt Discos                |
| 2009 | Una temporada en el amor                  | PopArt Discos                |
| 2012 | El Costado Izquierdo                      | PopArt Discos                |
| 2014 | Estelares: Vivo en el Gran Rex (CD + DVD) | PopArt Discos                |
| 2016 | Las Antenas                               | PopArt Discos                |
| 2019 | Las Lunas                                 | PopArt Discos                |
| 2022 | Un Mar de Soles Rojos                     | PopArt Discos                |
| 2025 | Los Lobos                                 | PopArt Discos                |

### Compilados
| Año  | Disco                           | Discográfica  |
| ---- | ------------------------------- | ------------- |
| 2010 | América                         | PopArt Discos |
| 2014 | Las trémulas canciones (España) | PopArt Discos |

### Videografía
Videoclips oficiales de la banda.
| Año  | Canción                                | Disco                                           |
| ---- | -------------------------------------- | ----------------------------------------------- |
| 1996 | Suena el timbre                        | Extraño lugar                                   |
| 2003 | Moneda corriente (con Andrés Calamaro) | Ardimos                                         |
| 2003 | De la hoya                             | Ardimos                                         |
| 2003 | En la habitación                       | Ardimos                                         |
| 2006 | Aire                                   | Sistema nervioso central                        |
| 2007 | Un día perfecto                        | Sistema nervioso central                        |
| 2007 | Ella dijo (con Jorge Serrano)          | Sistema nervioso central                        |
| 2007 | Un show                                | Sistema nervioso central                        |
| 2009 | Cristal                                | Una temporada en el amor                        |
| 2009 | Melancolía                             | Una temporada en el amor                        |
| 2010 | El aguijón                             | Carnaval toda la vida - Tributo a los Cadillacs |
| 2010 | Tanta gente                            | Una temporada en el amor                        |
| 2011 | Las trémulas canciones                 | Una temporada en el amor                        |
| 2011 | Máscaras                               | Una temporada en el amor                        |
| 2012 | Doce Chicharras                        | El Costado Izquierdo                            |
| 2013 | Rimbaud                                | El Costado Izquierdo                            |
| 2013 | Aleluya (Con Enrique Bunbury)          | El Costado Izquierdo                            |
| 2014 | Solo por hoy (Chica oriental)          | El Costado Izquierdo                            |
| 2014 | El corazón sobre todo                  | Vivo en el Gran Rex                             |
| 2015 | Los Acertijos                          | Las antenas                                     |
| 2016 | Es el Amor                             | Las antenas                                     |
| 2017 | Alas Rotas                             | Las antenas                                     |
| 2018 | Las Antenas                            | Las antenas                                     |
| 2019 | Ríos de lava                           | Las Lunas                                       |
| 2020 | Este Misterio                          | Las Lunas                                       |
| 2020 | Montañas de Amor                       | Las Lunas                                       |
| 2021 | Tiempos Dorados                        | Un Mar de Soles Rojos                           |
| 2022 | Loco                                   | Un Mar de Soles Rojos                           |
| 2022 | Miedo                                  | Un Mar de Soles Rojos                           |
| 2022 | Encantan (Con Enjambre)                | Un Mar de Soles Rojos                           |